# Кокорин, Виктор Дмитриевич
Ви́ктор Дми́триевич Коко́рин (19 декабря 1886, Москва — 30 января 1959, Москва) — русский и советский архитектор и график.

## Биография
В 1912 окончил Московское училище живописи, ваяния и зодчества со званием архитектора.
Работал на сооружении Казанского вокзала.
Выполнил конкурсный проект Народного дома Лысьвенского завода Нижегородской губернии (1915, 2-я премия).
С 1918 преподавал во Вторых Государственных архитектурно-художественных мастерских.
В 1918 году поступает в Архитектурно-планировочную мастерскую Строительного отдела Моссовета, которой руководили И. В. Жолтовский («Главный мастер») и А. В. Щусев («Старший мастер»). В мастерской работало двенадцать мастеров («апостолов», как шутили сами архитекторы), среди которых были прославленные в будущем архитекторы Л. А. Веснин, братья Пантелеймон и Илья Голосовы, Н. А. Ладовский, К. С. Мельников, А. М. Рухлядев. Мастерской разрабатывались проекты по перепланировке и реконструкции Москвы — план «Новая Москва», проектировались народные дома, школы, жильё для рабочих, агитдоски.
В дальнейшем — руководитель мастерской, профессор ВХУТЕМАСа, автор ряда крупных сооружений в Москве.
Среди его построек в Москве известны Нефтяной институт, Дом Юстиции, Большой Краснохолмский и Малый Краснохолмский мосты. Работал в Уфе (Дворец социалистической культуры, 1934), в Ташкенте, Тбилиси, проектировал дома отдыха для Сочи. Построил несколько дач под Москвой. Принимал участие в отделке станций Московского метрополитена. (станция Комсомольская).
1922 — Памятники Герцену и Огарёву на Моховой улице во дворе здания Московского Университета. Скульптор — Н. А. Андреев.
1923 — Павильон «Шестигранник», бывш. «Механизация» на 1-й сельскохозяйственной выставке, арх. И. В. Жолтовский, В. Д. Кокорин, М. П. Парусников (Крымский вал).
1927—1928 — новые корпуса завода «Красный пролетарий» (совместно с А. К. Болдыревым).
1935 — под руководством В. Д. Кокорина архитектором Г. Я. Мовчаном был осуществлён проект Жилого дома Военно-инженерной академии (в основе казарма Мясницкой полицейской части, 1890-е гг.) (Хитровский переулок, 2).
1939 — Садовая-Черногрязская улица, 11—13. Огромный дом занимает целый квартал. Угловая башенка фиксирует пересечение Садового кольца со Старой Басманной улицей.
1945 — перестроен Главный дом усадьбы Суханово.
В качестве графика выполнял эскизы почтовых марок в 1917—1922 гг.
Жил в Москве по адресу: Большой Афанасьевский переулок, 27, кв. 7.
Похоронен на Новодевичьем кладбище.